# Marty Links
Compléments
créatrice d'Emmy Lou
Marty Links, née  le 5 septembre 1917 à Oakland en Californie et morte le 6 juillet 2008 à San Rafael (Californie) en Californie, est une autrice de comic strips dont le plus connu est Emmy Lou.

## Biographie
Marty Links naît le 5 septembre 1917 à Oakland. Ses parents déménagent à San Francisco alors qu'elle est encore un bébé et c'est là qu'elle vivra la majeure partie de sa vie. Sortie du lycée Howell, elle suit des études au Fashion Art Institute de San Francisco pendant six mois. Son premier emploi est de peindre des fresques dans les départements enfants des grands magasins de San Francisco. elle est engagée en 1940 par le San Francisco Chronicle et travaille pour la rubrique féminine du journal. Elle y crée alors le personnage de Mimi. En 1941, elle se marie avec Alexander Arguello ; elle garde cependant son nom de jeune fille pour signer ses dessins.
Le 20 novembre 1944,paraît le premier dessin de la série Bobby Sox qui est renommée en 1951 en Emmy Lou. D'abord publié de manière confidentiel, la série, composée d'un dessin quotidien auquel plus tard est ajouté une planche dominicale, gagne peu à peu un lectorat plus important et est diffusé par Consolidated News Features dans près de 150 journaux. Elle fait ensuite partie de la National Cartoonists Society ; elle est la deuxième femme à y être acceptée après Hilda Terry. Son nom de plume est un diminutif de Martha, mais les lettres de fans et des membres de la National Cartoonists Society sont adressés à Mr. Martin Links, tant la présence de femmes dans le monde des comic strips est alors rare. En 1966, son mari meurt.
Un dessin animé est tiré de la série. En décembre 1979, jugeant qu'elle est trop éloignée des adolescents américains, Marty Links décide d'arrêter le strip.
Elle commence alors à travailler pour Hallmark Cards et dessine des cartes de vœux, dont une série intitulée Kidlinks  et une autre appelée Lollypops toutes deux présentant de jeunes enfants. Elle continue jusqu'à l'âge de 82 ans. Ne se résignant pas à être inactive, Marty Links peint des aquarelles et sculpte des céramiques. Elle meurt le 6 janvier 2008 à San Rafael en Californie alors qu'une semaine avant elle réalisait encore un dessin pour un fan.

## Emmy Lou
Marty Links crée Bobby Sox en 1944. Il s'agit d'une série d'un dessin quotidien présentant la vie d'une adolescente. Le nom fait référence à l'appellation des jeunes adolescentes, bobbysoxers, de l'époque. Quand ce terme commence à tomber en désuétude, Marty Links rebaptise sa série Emmy Lou du nom du personnage principal. À partir du moment où la série est doublée d'un strip dominical, Marty Links engage deux personnes pour l'aider. Jerry Bundsen, qui travaille au San Francisco Chronicle lui apporte des idées de gags et Ted Martine encre les décors et lettre les bulles de dialogue. Cela est nécessaire car elle doit être autrice de bande dessinée et femme au foyer accomplissant toutes les tâches ménagères et élevant ses trois enfants.
En 1960, Emmy Lou est adaptée une première fois en dessin animé dans le programme télévisé Shirley Temple' Storybook. Le programme dure quelque temps. En 1962 un pilote de dessin animé est diffusé mais sans suite. Un nouveau dessin animé est lancé en 1971 dans le programme Archie’s TV Funnies et un autre encore en 1978 dans le programme The Fabulous Funnies qui s'achève en 1979. La chanson du générique est chantée par Frank Avalon.

## Analyse
Marty Links dans sa série Emmy Lou capture la réalité des adolescentes américaines de l'époque. Elle use d'un trait très fin. Les scènes sont chargées de détails envahissant le cadre. Pour créer ses dessins, Marty Links dessine d'abord un décor très important, plus grand que la taille du cadre qui lui est réservé dans le journal puis elle déplace un cache troué pour choisir le lieu le meilleur dans le décor et y placer ses personnages.
Emmy Lou à partir des années 1960 est critiqué par les féministes qui y voient l'acceptation du système patriarcal et une vision de la femme rétrograde. Marty Links affirme que, sympathisante des idées féministes, elle a cependant choisi de présenter la vie des adolescentes telles qu'elles sont et que celles-ci malgré les évolutions de la société sont encore soumises dans un monde dominé par les hommes. Marty  Links est soucieuse des réactions de son lectorat et des décisions des responsables du journal. Aussi, quoiqu'elle ait voulu faire référence à la guerre du Viet-Nam, s'en abstient-elle après un avis négatif. De même alors qu'elle voulait introduire des personnages noirs, elle se l'interdit face aux réticences du distributeur qui craint une baisse des ventes dans les états du Sud. Finalement, après quelque temps, Marty Links ajoute à sa galerie de personnages des noirs sans que cela nuise aux ventes du strip.